# Bons-Tassilly

Bons-Tassilly este o comună în departamentul Calvados, Franța. În 1 ianuarie 2022 avea o populație de 392 de locuitori.